# Francisco Javier Ferrero Llusiá

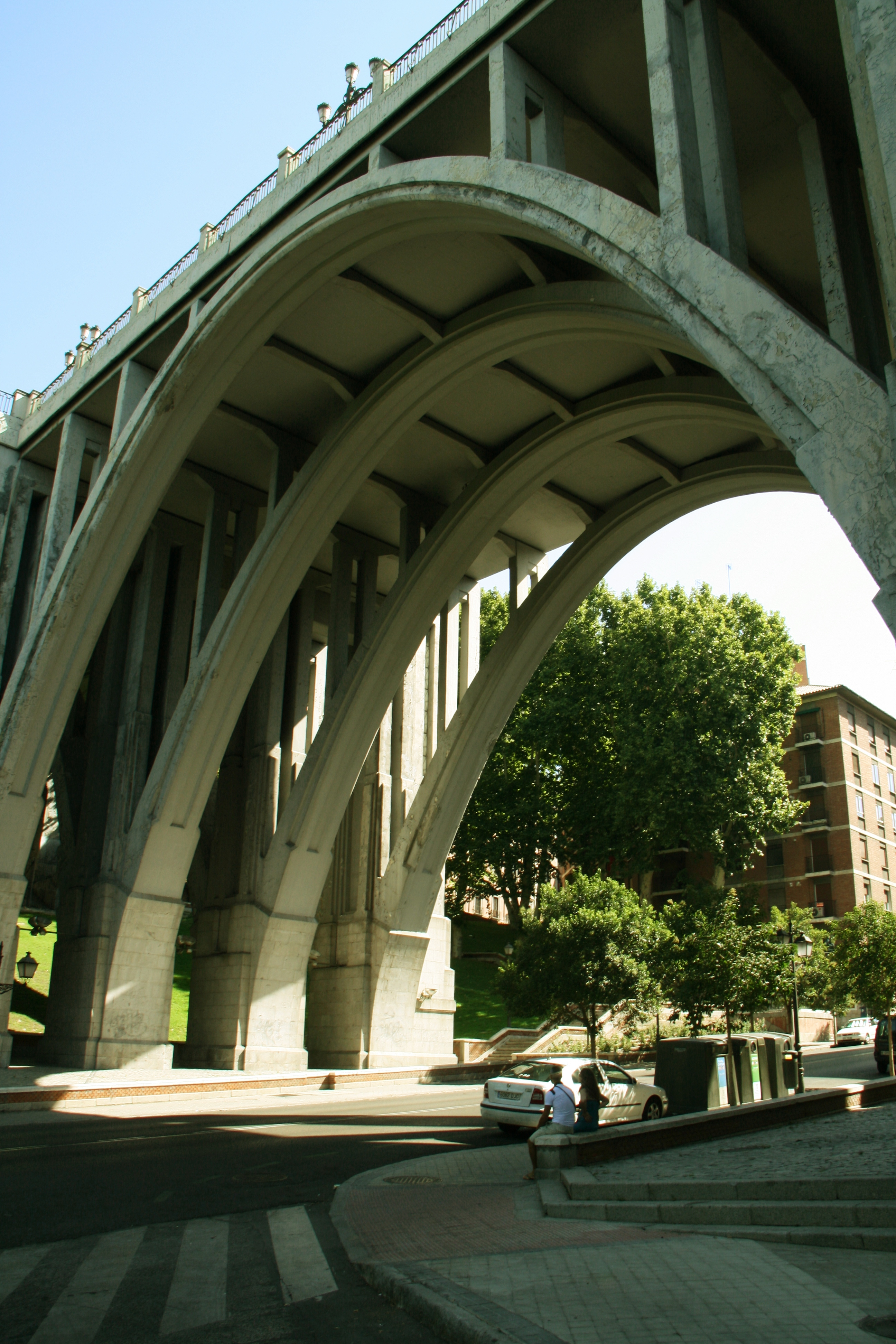
El Viaducte del carrer de Bailén és una de les seves obres més conegudes a l'espai urbà de Madrid.

Francisco Javier Ferrero Llusiá (Madrid, 1891 — 1936), citat habitualment com Francisco Javier Ferrero o Javier Ferrero, va ser un arquitecte espanyol. Es va dedicar a diversos projectes de construcció i de reforma en edificis de Madrid (arquitecte de l'Oficina Tècnica Municipal des de 1919). Col·labora estretament amb el seu pare, Luis Ferrero Tomás, fins al punt que els seus estils es confonen. Des de 1926 es transforma i el seu treball s'enquadra en el corrent denominat racionalisme madrileny. Mor tràgicament durant la Guerra Civil.

## Obra
La majoria de les obres s'enquadren dins de l'espai urbà de Madrid. Algunes de les seves obres són:
- El Mercat d'Olavide, en la plaça del mateix nom (1931-1934). El mercat va ser dinamitat l'any 1974.
- El Mercat Central de Peixos de la Puerta de Toledo (1931-1934).
- Edifici de la Tinença d'Alcaldia del Districte d'Arganzuela, al carrer de Ribera de Curtidores (1932).
- Viaducte del carrer de Bailén en companyia dels enginyers José Juan Aracil i Luis Aldaz Muguiro (1932).
- Edifici de "sacrifici d'aus" a l'Escorxador i Mercat Municipal de Bestiars de Madrid.
- La nova seu de la Impremta Municipal al carrer de la Concepción Jerónima (1933).
- El Edifici Parque Sur, amb José de Azpiroz i l'enginyer José Paz Maroto.